# Stazione di Keisei Nakayama
La Stazione di Keisei Nakayama (京成中山駅?, Keisei Nakayama-eki) è una fermata ferroviaria della città di Funabashi, nella prefettura di Chiba, in Giappone servente la linea principale Keisei delle ferrovie Keisei.

## Linee
Ferrovie Keisei
● Linea principale Keisei

## Struttura
La fermata è dotata di due binari passanti in superficie con due marciapiedi laterali in grado di accogliere treni da 6 casse. Per passare dal secondo binario all'uscita è necessario attraversare a raso i binari attraverso un passaggio a livello pedonale.
| 1 | ■ Linea principale Keisei | per Aoto, Nippori, Keisei Ueno per Oshiage, linea Asakusa e linea Keikyū principale |
| 2 | ■ Linea principale Keisei | per Funabashi, Narita Aeroporto e Keisei-Chiba                                      |

## Stazioni adiacenti
| «                                 | Servizio                | »                       |
| Linea Keisei principale           | Linea Keisei principale | Linea Keisei principale |
| --------------------------------- | ----------------------- | ----------------------- |
| Onigoe                            | Locale                  | Higashi-Nakayama        |
| Tutti gli altri treni non fermano |                         |                         |